# Pioneer 5
El Pioneer 5 (també conegut com a 1960 Alpha 1, Pioneer P-2, i Thor Able 4) va ser una sonda espacial del programa Pioneer de la NASA utilitzat per investigar l'espai interplanetari entre les òrbites de la Terra i Venus. Va ser llançat l'11 de març de 1960 des del Cape Canaveral Air Force Station Launch Complex 17a a les 13:00:00 UTC amb una massa en òrbita en sec de 43 kg. És una esfera de 0,66 m de diàmetre amb quatre panells solars arribant a 1,4 m i va aconseguir una òrbita solar de 0,806 vegades; 0,995 UA (121.000.000 per 149.000.000 km).
Les dades es van rebre fins al 30 d'abril de 1960. Entre altres èxits, la sonda va confirmar l'existència de camps magnètics interplanetaris. El Pioneer 5 va ser la sonda de més èxit en les missions Pioneer/Able.

## Disseny i instruments
La nau era una esfera de 0,66 m de diàmetre amb quatre panells solars que s'estenien per més d'1,4 m. Estava equipat amb quatre instruments científics:
1. Un telescopi comptador proporcional de triple coincidència omnidireccional per detectar partícules solars i observar la radiació terrestre atrapada. Pot detectar fotons amb E > 75 MeV i electrons amb E > 13 MeV.[3]
2. Un magnetòmetre amb capçal giratori per mesurar el camp magnètic en el camp distant de la Terra, prop del límit geomagnètic, i en l'espai interplanetari.[4][5] Era capaç de mesurar els camps d'1 microgauss a 12 mil·ligauss. Consistia en una bobina única que estava muntada a la nau espacial, de manera que es mesurava el camp magnètic perpendicular a l'eix de gir de la nau espacial. Es podria emetre els seus mesuraments en analògic com en format digital.[6]
3. Una cambra d'ionització integradora de tipus Neher i un tub Geiger-Müller Anton 302 (que va funcionar com un detector de raigs còsmics) per mesurar la radiació còsmica. Es va muntar de manera normal a l'eix de rotació de la nau espacial.[7]
4. Un espectròmetre de moment lineal de micrometeorits (o detector de micrometeorits) que consistia en dues combinacions de diafragma i micròfon. Es va utilitzar per mesurar la quantitat de partícules de pols de meteorits i l'impuls d'aquestes partícules.[8]

## Missió

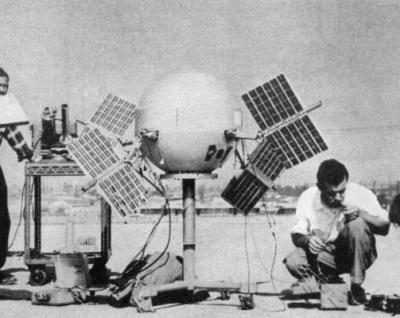
El Pioneer 5 amb equip de prova.

La nau espacial va retornar les dades recollides pel magnetòmetre al camp magnètic i es va mesurar que el camp mitjà interplanetari sense pertorbacions va ser d'uns 5 γ ± 0.5 γ en magnitud.
La nau espacial també va mesurar partícules d'erupcions solars, i la radiació còsmica a la regió interplanetària. El comptador de micrometeorits va deixar de funcionar com també es va saturar el sistema de dades i va fallar en operar correctament.
Les dades digitals gravades es transmetien a 1, 8, i 64 bit/s, depenent de la distància de la nau des de la Terra i la mida de l'antena receptora. Les limitacions de pes de les cèl·lules fotoelèctriques va impedir el funcionament continu dels transmissors de telemetria. Al voltant de quatre operacions de 25 minuts de durada van ser programades per dia, amb augments ocasionals en moments d'especial interès. Un total de 138,9 h d'operacions realitzades, i més de 3 megabits de dades rebudes. La major part de les dades van ser rebudes pel radiotelescopi Lovell a l'Observatori de Jodrell Bank al Hawaii Tracking Station perquè les seves antenes de recepció estaven sempre en xarxa. Les dades van ser rebudes el 30 d'abril de 1960, després de la qual cosa el soroll de telemetria i el senyal dèbil va fer impossible la recepció de dades. El senyal de la nau va ser detectada per Jodrell Bank des d'una distància rècord de 36,2 milions de km el 26 de juny de 1960, tot i que era massa difícil per a llavors l'adquisició de dades.